# MV Cemfjord
MV Cemfjord – zbudowany w 1984 cementowiec, który płynąc pod banderą cypryjską przewrócił się i zatonął w Pentland Firth 2 stycznia 2015.
Drobnicowiec Margareta został zbudowany na zamówienie niemieckiej firmy Detlef Hegemann Rolandwerft GmbH z Bremy. W czerwcu 1998 został przebudowany na cementowiec w Morskiej Stoczni Remontowej S.A. w Świnoujściu. Statek wyposażono w pneumatyczny system transportu cementu, który umożliwiał samodzielny załadunek i rozładunek. Nowym armatorem został Brise Bereederung z Hamburga.
W ostatnim rejsie statek wiózł ładunek 2000 t suchego cementu z Aalborga w Danii do Runcorn, gdzie miał dotrzeć 5 stycznia 2015. Statek był ostatnio widziany o godz. 13:00 2 stycznia 2015 w Pentland Firth na północny wschód od Szkocji. 3 stycznia o 14:30 wywrócony do góry stępką kadłub został dostrzeżony z pokładu promu MV Hrossey 2, płynącego do Aberdeen. Prom prowadził w sztormowej pogodzie akcję poszukiwania rozbitków przez 2,5 godziny do nadejścia jednostek ratowniczych. Nie odnotowano, by Cemfjord wzywał pomocy. 4 stycznia 2015 kadłub pogrążył się w falach. Nie odnaleziono nikogo z ośmioosobowej załogi, siedmiu jej członków jest narodowości polskiej. Do poszukiwań rozbitków włączyły się jednostki pływające, 2 helikoptery i samolot.